# 아시다 마나
아시다 마나(일본어: 芦田 愛菜 あしだ まな[*], 2004년 6월 23일 ~ )는 일본의 가수 겸 배우이다. 아시다는 아사히 방송의 쇼트 무비 2 "다이보켄마마" 로 데뷔하였다. 그녀는 2010년 드라마 마더로 유명세를 치르며 존재감을 드러냈고, 2011년에는 안녕 우리들의 유치원에 주연을 맡아, 일본 드라마 사상 최연소 첫 주연을 맡았다. 같은 해 방영된 마루모의 규칙에서도 주연을 맡았다. 아시다는 또한 《고백》,《버니 드롭》 등의 영화에 출연하며 배우로서의 가능성을 보여주고 있이며, 2013년 길예르모 델 토로 감독의 영화《퍼시픽 림》의 작업에 참여하며 할리우드 진출을 시도하기도 했다. 2011년 발매된 마루모의 규칙 주제곡인 "마루 마루 모리 모리!"를 불러 가수로도 데뷔하였다.

## 학력
- 게이오대학 중등부 (졸업)
- 게이오대학 고등부 (재학)

## 어린 시절
- 3살 때 어머니에게 "오디션이 있으니 가볼까?"라는 말을 들은 것을 계기로 프로덕션에 들어갔지만 처음에는 오디션에 떨어져서 울었던 경험도 있었다.
- 4살 때 히라가나는 모두 읽을 수 있게 되었고, 유치원부터 초등학교까지 책을 한 달에 60권 읽기도 하였다. 도쿄에 있을 때는 표준어를 구사하지만, 고향의 간사이 사투리도 능숙하다.
- 5살 때 "Mother" 서류 심사에서 7세가 되지 않아 참가 자격이 없었기 때문에 한 번 낙선했다. 소속사에서 "밑져야 본전"이라고 오디션을 받았는데, "대사", "질의 응답"이 분명 다른 아이들과는 달랐으며, 제작진은 어떻게 해도 떨어뜨릴 수 없었던 결과 캐스팅하게 됐다. 아시다의 캐스팅에 맞춰서, 각본 등을 일부 변경했다.
- 좋아하는 음식은 가부키 튀김, 다시마, 오이, 야채 볶음, 닭고기 요리, 전갱이 튀김. 싫어하는 음식은 가지, 호박.
- 자는 연기는 '자자!"라고 너무 의식하고 눈이 움직이거나 침을 삼키게 돼서 잘 하지 못한다.
- 카라와 AKB48의 춤을 좋아한다.
- 애니메이션 '쥬얼 펫'의 열렬한 팬이라서 그런지 극장판에서 더빙한 적도 있었고 주제가의 제의가 왔을 때 기뻐했다고 한다.
- 아버지로부터 배운 오 사다하루 (전 프로 야구 선수)의 말 "노력은 반드시 보상받는다. 보상받지 못한 노력이 있다면, 그것은 여전히 노력이라고 할 수 없다"에 감명을 받아 자신의 좌우명으로 삼았다고 밝혔다.
- 외동이다.[1]

## 연기 생활

### 초기
아시다 마나는 2009년 아사히 방송의 《쇼트 무비 2 "다이보켄마마"》로 데뷔하였다.

### 2010년 ~ 2011년
2010년 만화를 원작으로 한 실사 영화 《반쪽 달이 떠오르는 하늘》에 출연하여 영화에도 데뷔하였다. 같은 해, 미나토 가나에의 소설을 원작으로 한 영화 《고백》에 캐스팅되어 유코 선생의 딸, 모리구치 마나미 역을 맡았다. 아시다 마나는 또한 1990년 영화 《사랑과 영혼》을 리메이크한 2010년 영화 《고스트: 보이지 않는 사랑》에서 소녀 유령을 맡았다. 아시다 마나는 이 영화로 일본 아카데미상 신인배우상을 수상하였다. 아시다 마나는 《슈퍼배드》의 아그네스 역을 맡아 일본어 더빙을 하였으며, 《대지진》에서도 일본어 더빙을 하였다.
2010년, 드라마 《마더》에 출연하게 된다. 촬영 당시 그녀는 7살에 1학년 역을 맡아 나이답지 않은 우수한 연기력으로 큰 호평을 받았다. 제65회 The 텔레비전 드라마 아카데미상 신인상을 수상했다. 같은 해 9월, 약 300명이 참가한 오디션에 합격하여 2011년 NHK 대하드라마 《고우~공주들의 전국~》에서 미야자와 리에가 맡은 차차의 어린 시절을 연기하였다.
2011년 3월에 방송 된 텔레비전 드라마 《안녕 우리들의 유치원》에서 NTV 드라마 사상 최연소 주연을 맡았다. 또한 같은 해 4월부터 방송 된 《마루모의 규칙》에서 연속극 첫 주연을 맡으며 황금시간대 드라마 사상 최연소 주인공 자리를 꿰찼다. 5월에는 《마루모의 규칙》에 함께 출연한 스즈키 후쿠, 강아지 ‘무크’와 유닛 ‘카오루와 토모키, 때때로 무크.’를 결성해 〈마루 마루 모리 모리!〉로 가수 데뷔. 또한 10월 26일에는 싱글 앨범〈멋진 일요일~Gyu Gyu 굿데이!~〉를 통해 솔로로 데뷔하였다.
2011년 12월 31일, 《제62회 NHK 홍백가합전》에 사상 최연소(7세 193일)로 출장하였다.

## 필모그래피
- 역할의 굵은 글씨는 주연 작품임.

| 영화            | 영화                                                                                 | 영화                          | 영화                                       |
| 연도            | 제목                                                                                 | 역할                          | 참고                                       |
| --------------- | ------------------------------------------------------------------------------------ | ----------------------------- | ------------------------------------------ |
| 2010            | 《반쪽 달이 떠오르는 하늘》 半分の月がのぼる空                                       | 나츠메 미키                   |                                            |
| 2010            | 《고백》 告白                                                                        | 모리구치 마나미               |                                            |
| 2010            | 《고스트: 보이지 않는 사랑》 ゴースト もういちど抱きしめたい                         | 소녀 유령                     |                                            |
| 2010            | 《슈퍼배드》 Despicable Me                                                           | 아그네스                      | 목소리 (일본어 버전)                       |
| 2011            | 《개와 나의 이야기》                                                                 | 게스트                        | <바닐라의 파편>                            |
| 2011            | 《한큐 전차 편도 15분의 기적》 阪急電車 片道15分の奇跡                               | 하기와라 아미                 |                                            |
| 2011            | 《버니 드롭》 うさぎドロップ                                                         | 카가 린                       |                                            |
| 2011            | 《니노쿠니 하얀 성회의 여왕》                                                        | 코코루                        | 목소리 <게임 PS3판>                        |
| 2012            | 《라이어 게임 -재생-》 ライアーゲーム -再生-                                         | 오쿠무라 앨리스               |                                            |
| 2012            | 《노보우의 성》 のぼうの城                                                           | 치도리                        |                                            |
| 2012            | 《매직 트리 하우스》 マジック・ツリーハウス                                          | 애니                          | 목소리                                     |
| 2012            | 《극장판 쥬얼펫: 스위트댄스 프린세스》 映画ジュエルペット スウィーツダンスプリンセス | 마나 공주                     | 목소리                                     |
| 2013            | 《퍼시픽 림》 Pacipic Rim                                                            | 어린 마코 모리                | 할리우드 데뷔작                            |
| 2013            | 《약해지지마》                                                                       | 시바타 토요(유년시절)         |                                            |
| 2013            | 《슈퍼배드 2》 Despicable Me 2                                                       | 아그네스                      | 목소리 (일본어 버전)                       |
| 2014            | 《원탁의 가족》 円卓 こっこ、ひと夏のイマジン                                        | 우즈하라 코토코(통칭 콧코)    | 첫 단독 주연 영화                          |
| 2015            | 《스누피: 더 피너츠 무비》 The Peanuts Movie                                         | 빨간머리 소녀                 | 목소리 (일본어 버전)                       |
| 2017            | 《야마다 타카유키 3D》 山田孝之3D                                                    | 아시다 마나                   |                                            |
| 2017            | 《슈퍼배드 3》 Despicable Me 3                                                       | 아그네스                      | 목소리 (일본어 버전)                       |
| 2019            | 《해수의 아이》 海水の子供                                                           | 안카이 루카                   | 목소리                                     |
| 2020            | 《별의 아이》                                                                        | 하야시 치히로                 |                                            |
| 2021            | 《곶의 마요이가》 岬のマヨイガ                                                       | 유이                          |                                            |
| 2022            | 《거울 속 외딴 성》 かがみの孤城                                                     | 늑대님                        |                                            |
| 텔레비전 드라마 |                                                                                      |                               |                                            |
| 연도            | 제목                                                                                 | 역할                          | 참고                                       |
| 2009            | 쇼트 무비 2 "다이보켄 마마"                                                          |                               |                                            |
| 2009            | 결당! 노인당! 結黨！老人黨                                                           | 고다 유나                     |                                            |
| 2010            | 특상 카바치! 特上カバチ!!                                                            | 카레쿠사 미사키               | 3화 게스트                                 |
| 2010            | 마더 Mother                                                                          | 미치키 레나 / 스즈하라 츠구미 |                                            |
| 2011            | 화장실의 신 トイレの神様                                                             | 우에무라 카나                 |                                            |
| 2011            | 고우~공주들의 전국~ 江〜姫たちの戦国〜                                               | 어린 요도도노/소녀 센히메     |                                            |
| 2011            | 안녕 우리들의 유치원 さよならぼくたちのようちえん                                    | 야마자키 칸나                 |                                            |
| 2011            | 마루모의 규칙 マルモのおきて                                                         | 사사쿠라 카오루               |                                            |
| 2011            | 아름다운 그대에게~미남☆파라다이스~ 花ざかりの君たちへ〜イケメン☆パラダイス〜2011     | 사사쿠라 카오루               | 1화 게스트                                 |
| 2011            | 이 세상의 한켠에서                                                                   | 호조 치즈루                   |                                            |
| 2011            | 정말로 있었던 무서운 이야기 여름 특별편 2011 -심연의 미아-                           | 스자키 아야카                 |                                            |
| 2011            | 남극대륙 南極大陸                                                                    | 후루타테 하루카               | TBS 개국 60주년 기념드라마                 |
| 2012            | 앨리스 인 라이어 게임 アリスInライアーゲーム                                         | 오쿠무라 앨리스               | 라이어 게임 스핀오프                       |
| 2012            | 뷰티풀 레인 ビューティフルレイン                                                     | 키노시타 미우                 |                                            |
| 2012            | 이로도리히무라 イロドリヒムラ                                                        | 토모짱                        | 6화 게스트                                 |
| 2013            | 더 파트너~ 사랑스런 100년의 친구에게~ The Partner                                    | 스즈키 사쿠라                 | 일본&베트남 수교 40주년 기념 스페셜 드라마 |
| 2014            | 내일, 엄마가 없어 明日、ママがいない                                                 | 포스트                        |                                            |
| 2014            | 은화두관 銀二貫                                                                      | 어린 마호                     | 1화~3화                                    |
| 2014            | 하나짱의 미소시루 はなちゃんのみそ汁                                                 | 야스타케 하나                 | NTV 24시간TV 스페셜 드라마                 |
| 2014            | 마루모의 규칙 스페셜 マルモの おきて スペシャル 2014                                 | 사사쿠라 카오루               |                                            |
| 2015            | 라깃도! ラギッド！                                                                   | 후카미 노아                   | NHK BS 프리미엄 특집극, NHK 드라마 첫 주연 |
| 2015            | 아워 주 OUR ZOO                                                                      | 준 모터쉐드                   | 일본어 더빙                                |
| 2016            | 아워 하우스 OUR HOUSE                                                                | 사쿠라코                      |                                            |
| 2017            | 야마다 타카유키의 칸 영화제 山田孝之のカンヌ映画祭                                   | 아시다 마나                   | 다큐멘터리 드라마                          |
| 2018            | 하루코의 인형 春子の人形                                                             | 하루코                        | NHK BS 프리미엄 특집극, 2017년 촬영        |
| 2018            | 만복 まんぷく                                                                        |                               | 나레이션, NHK 연속 TV 소설                 |

## 연기 외 활동

### 방송
- 《줌 인!!SUPER》 (NTV, 2010년 5월 19일, 2010년 6월 23일)
- 《CAPTAIN!TV》 (NTV, 2010년 6월 18일)
- 《PON!》 (NTV, 2010년 6월 23일, 2011년 3월 30일, 2011년 10월 12일, 2014년 1월 15일, 2017년 4월 19일)
- 《DON!》 (NTV, 2010년 6월 23일)
- 《이브닝 프레스 donna》 (NTV, 2010년 6월 23일)
- 《히토시 마츠모토의 ○○한 이야기》 (후지 TV, 2010년 7월 17일, 2012년 3월 9일)
- 《오샤레이즘》 (NTV, 2010년 7월 25일, 2011년 9월 25일)
- 《이메×도키》 (NTV, 2010년) - 내레이션
- 《시루시루미시루》 (아사히 TV, 2010년 8월 29일)
- 《천재! 시무라 동물원》 (NTV, 2010년 9월 18일 : SP, 2010년 10월 30일 : 카피바라편, 2010년 12월 19일 : 정말 기를수 있는 펫 고르기편, 2011년 3월 26일 : 버려진 개들의 은혜 갚기편, 2011년 8월 13, 17일 : 아기 원숭이 기르기편, 2012년 3월 3일 : 파트너 만남편, 2012년 4월 14일 : 아시다 마나의 사회과 견학 수족관편, 2012년 5월 19일 : 아시다 마나의 사회과 견학 미우라 반도 전편, 2012년 6월 16일 : 미우라 반도 후편, 2012년 9월 8일 : 아시다 마나의 사회과 견학 탄자와편, 2012년 9월 15일 : 아시다 마나의 사회과 견학 농장편, 2012년 10월 3일 : 아시다 마나짱 산타 & 순록 키우기 소개편, 2013년 2월 16, 23일, 2013년 6월 15일, 2013년 9월 28일, 2014년 1월 18일, 2014년 8월 9일, 2017년 6월 17일)
- 《긴프라!!》 (NTV, 2010년 11월 12일)
- 《화요 서프라이즈》 (NTV, 2010년 11월 16일, 2011년 10월 25일, 2011년 11월 1일 - 맛집 투어 1편, 2011년 11월 8일 - 맛집 투어 2편, 2013년 9월 17일, 2017년 7월 4일)
- 《모리타 카즈요시 아워 와랏테 이이토모!》 (후지 TV, 2010년 11월 23일, 2011년 5월 5일, 2012년 7월 31일, 2013년 3월 27일)
- 《춤추는! 산마저택!!》 (NTV, 2010년 11월 30일)
- 《메렝게의 기분》 (NTV, 2010년 12월 4일, 2014년 6월 28일, 2015년 11월 28일, 2011년 10월 1일~2012년 3월 31일 - MC, 2017년 7월 1일)[13]
- 《SMAP×SMAP》 (간사이 TV·후지 TV, 2010년 12월 6일, 2011년 6월 6일, 2011년 10월 3일)
- 《비밀의 아라시짱!》 (TBS, 2010년 12월 23일)
- 《핏탄코 캉캉》(TBS, 2011년 1월 21일, 2011년 11월 25일, 2011년 12월 2일, 2017년 6월 9일)
- 《시무라켄의 바보영주》 (후지 TV, 2011년 1월 6일)
- 《테츠코의 방》 (2011년 1월 19일, 2017년 8월 28일)
- 《어디까지 할 것인가 맨, 세계 최강의 남자들》 제8회 (NTV, 2011년 3월 28일)
- 《샤베쿠리007》 (NTV, 2011년 3월 28일, 2014년 2월 17일, 2017년 8월 21일)
- 《히루난데스!》 (NTV, 2011년 3월 30일, 2011년 4월 5일, 2011년 11월 3일, 2012년 1월 31일, 2012년 5월 3일, 2012년 11월 23일, 2013년 9월 2일, 2015년 11월 23일)
- 《하네루노토비라 거의 100엔샵》 (후지TV, 2011년 4월 20일, 2011년 5월 25일)
- 《산마노만마》 (후지 TV, 2011년 4월 23일)
- 《영화 '한큐 전철 편도 15분의 기적' 개봉SP!~마나짱 発! 훌쩍 떠나는 이마즈 선 여행~》 (요미우리 TV 방송·시즈오카제일TV, 2011년 4월 29일)
- 《혼마데카!? TV》 (후지 TV, 2011년 5월 4일, 11일, 2017년 7월 19일)
- 《메챠메챠이케테루》 (후지 TV, 2011년 5월 14일, 2011년 10월 8일)
- 《페케폰》 (후지 TV, 2011년 5월 27일, 2011년 9월 23일)
- 《울고 웃으며 2시간 마루마루 힘차게 모리모리 SP》 (후지 TV, 2011년 7월 3일)
- 《Hey Hey Hey 700회 직전SP》 (후지 TV, 2011년 7월 18일)
- 《누구라도 파란폭소》 (NTV, 2011년 7월 31일)
- 《Music Japan》 (NHK, 2011년 7월 31일, 2011년 8월 14일, 2011년 10월 23,30일, 2014년 8월 25일)
- 《Docking48》 (KTV, 2011년 8월 2일)
- 《스타 드래프트 회의》 (NTV, 2011년 8월 9일)
- 《THE 대여 연예인》 (NTV, 2011년 8월 13일/2011년 11월 18일) - 대여 연예인 숍 ‘MANAYA’ 점장
- 《구탄누보》 (후지 TV, 2011년 8월 17일)
- 《Music Lovers》 (NTV, 2011년 8월 17일, 2011년 9월 4일)
- 《시무라 켄의 다이죠부다아》 (후지 TV, 2011년 9월 6일)
- 《스키리》(NTV, 2011년 9월 19일, 2017년 4월 19일)
- 《인기방송명장면모두보여드립니다!!》 (후지 TV, 2011년 9월 24일)
- 《토요 스튜디오 파크》(NHK, 2011년 9월 24일)
- 《톤네루즈 여러분 덕분이었습니다 구와즈기라이 가을 초호화 SP》 (후지 TV, 2011년 9월 29일)
- 《초콧토 이이코토~오카무라 홍콩 행복 프로젝트~》 (TV 도쿄, 2011년 10월 7일)
- 《TBS 올스타 감사제》 (TBS, 2011년 10월 10일, 2013년 9월 28일)
- 《싯토코》 (TBS, 2011년 10월 15일)
- 《Happy Music》 (NTV, 2011년 10월 29일)
- 《1번송 Show》 (NTV, 2011년 11월 2일)
- 《더 렌탈연예인》(NTV, 2011년 11월 18일)
- 《에그자일 타마시》 (TBS, 2012년 5월 20일)
- 《월간! 멜로딕스》(TV도쿄, 2012년 5월 26일)
- 《우리 마음의 오사카 멜로디》(NHK, 2012년 10월 30일)
- 《신춘! 퀴즈$밀리어네어 대부활 SP!!》(후지 TV, 2013년 1월 2일)
- 《VS 아라시》(후지 TV, 2013년 1월 3일, 2013년 4월 4일, 2014년 1월 3일, 2014년 9월 25일, 2015년, 1월 3일, 2015년 11월 19일, 2016년 1월 3일, 2017년 1월 3일)
- 《니지로 진》(후지 TV, 2013년 4월 6일)
- 《네프리그》(후지 TV, 2013년 7월 29일)
- 《왕의 브런치》(TBS, 2013년 8월 3일)
- 《아후로택시》(TV도쿄, 2013년 9월 12일)
- 《더! 세카이교텐뉴스》(NTV, 2013년 9월 18일, 2015년 9월 16일)
- 《메자마스카아이룸》(후지 TV, 2013년 9월 21일)
- 《ZIP》(NTV, 2014년 1월 6일, 2014년 1월 7, 9일 : 히메쿠리치에부쿠로 - 나나쿠사츠메의 날, 2014년 1월 15일)
- 《와랏테코라에테!》(NTV, 2014년 1월 15일 - 2시간 스페셜)
- 《구루구루 나인티나인》(NTV, 2014년 2월 20일)
- 《바이킹》(후지 TV, 2014년 4월 29일)
- 《스튜디오파크에서 안녕하세요!》(NHK, 2014년 5월 5일)
- 《ten》(YTV, 2014년 5월 5일)
- 《미즈노 마키의 마법의 레스토랑R》(MBS, 2014년 6월 2일)
- 《하피크루! 소문의 연예 와이드쇼》(NTV, 2014년 6월 11일)
- 《세상에서 제일 받고 싶은 수업》(KTV, 2014년 6월 14일, 2014년 8월 2일)
- 《스마탄》(YTV, 2014년 6월 28일)
- 《줄서는 법률상담소》(NTV, 2014년 8월 24일)
- 《라이온의 안녕하세요》(후지 TV, 2015년 4월 2일, 2015년 7월 2일)
- 《보물 찾기 어드벤처 수수께끼 풀기 배틀 TORE!》(NTV, 2015년 4월 8일 - 봄 입학식 벚꽃 축제 스페셜)
- 《더! 세계 앙천 뉴스》(NTV, 2015년 9월 16일 - 3시간 스페셜)
- 《부탁해! 아인슈타인》(NTV, 2016년 1월 23일)
- 《기적체험! 언빌리버블》(후지 TV, 2016년 4월 7일 - 동물 영상 2시간 스페셜)
- 《사시이레 릴레이》(후지 TV, 2016년 4월 9일)
- 《우리들의 시대》(후지 TV, 2016년 4월 17일)
- 《어린이 안전 리얼 스토리》(NHK, 2016년 8월 1일~8월 3일, 2017년 8월 9일~8월 10일)
- 《사쿠라이·아리요시 THE밤연회》(TBS, 2017년 6월 29일)
- 《아라시니 시야가레》(NTV, 2017년 6월 10일)
- 《아사이치》(NTV, 2017년 7월 28일)

### 광고
- 오사카가스 '꿈의 마루 난방'
- 주식회사 야즈야
- 더스킨 '정수기'
- 이토요카도
- 하나마루키 '엄마의 무첨가 된장'
- 레벨5 '니노쿠니'
- 코베야 '모치후와 식빵'
- 아이코 '마토메I', '마토메II'
- 쇼가쿠칸 '초등1학년생 4월호'
- 산요홈즈 '로고토크'
- 카고메 '채소생활100'
- 다카라토미 '판타지 리카짱 시리즈'
- 닛신식품 '치킨라면'
- 캐논 'PIXUS'
- 아데란스
- thermos '셔틀 셰프'
- 부르봉 'OUR BOURBON 편'
- 카고메 '칸조쿠 토마토 나베'
- 레벨5 '니노쿠니 하얀 성회의 여왕'
- 소고 & 세이부 '겨울도시 2012 휴일 정말 좋아 편'
- 타카노 유리 뷰티 클리닉 '타카노 유리 젠카 편'
- 스바루 '할머니 편'
- 코이케야 '카라무쵸'
- 레벨5 '요괴워치 버스터즈 적묘단/백견대'
- 와세다 아카데미
- 쇼가쿠칸 도감 NEO
- Lion 'hadakara'
- 닌텐도 폭권 POKKEN TOURNAMENT DX '포켓몬의 남자 편'
- 야마자키 제빵 '중화만두'

## 음반 목록

### 정규 앨범
《Happy Smile!》
2011년 11월 23일 발매. 첫 번째 정규 앨범.

### 싱글
〈마루 마루 모리 모리!〉 (일본어: マル・マル・モリ・モリ!)
2011년 5월 25일 발매. 스즈키 후쿠와의 콜라보레이션
〈멋진 일요일~Gyu Gyu 굿데이!~〉(일본어: ステキな日曜日〜Gyu Gyu グッデイ!〜)
2011년 10월 26일 발매. 솔로 데뷔 싱글. 첫 번째 싱글 앨범.
〈계속 계속 친구〉 (일본어: ずっとずっとトモダチ)
2012년 5월 16일 발매. 두 번째 싱글 앨범.
〈비에게 소원을〉 (일본어: 雨に願いを)
2012년 8월 1일 발매. 세 번째 싱글 앨범.
〈용기〉 (일본어: ゆうき)
2014년 8월 6일 발매. 네 번째 싱글 앨범.

## 수상
- 2010년《고스트 다시 한 번 안고싶어》
  - 제34회 일본 아카데미상 신인상

- 2010년《마더》
  - 제65회 The 텔레비전 드라마 아카데미상 신인상
  - 제20회 TV LIFE 연간드라마대상 신인상

- 2011년《마루모의 규칙》
  - 도쿄 드라마 어워드 여우주연상
  - 제69회 드라마 아카데미상 여우주연상
  - 쇼가쿠칸 DIME 트렌드대상 화제의 인물상[14]
  - 제28회 아사쿠사 연예대상 신인상[15]

- 2011년 (마루 마루 모리 모리!, 카오루와 토모키, 때때로 무크.)
  - 제53회 일본 레코드 대상 특별상
  - 제44회 일본유선대상 신인상, 특별상
- 2012년《버니 드롭》,《한큐전차: 편도 15분의 기적》
  - 제54회 블루리본상 신인상